# Antonella Del Core
Antonella Del Core (Napoli, 5 novembre 1980) è un'ex pallavolista italiana.
Giocava nel ruolo di schiacciatrice.

## Carriera
Antonella Del Core inizia a praticare sport fin da piccola: in origine si dedicava all'atletica leggera, in particolare alla corsa ad ostacoli, poi seguendo le orme dei suoi fratelli si avvicina alla pallavolo iniziando a giocare in alcune squadre locali. L'esordio nel massimo campionato italiano avviene nella stagione 1997-98 con il Centro Ester Pallavolo di Napoli, dove resterà fino al 2001, eccetto per una stagione quando gioca nel Club Italia. Nel frattempo entra a far parte delle nazionali giovanili italiane, vincendo un bronzo al campionato under 18 1997 ed un oro al campionato europeo under 19 1998.
Nella stagione 2001-02 viene ingaggiata dal Robursport Volley Pesaro in serie A2 dove resta per cinque stagioni, vincendo una Coppa Italia di categoria ed ottenendo la promozione in serie A1: vince anche la Coppa CEV nel 2006. In questo periodo ottiene anche le prime convocazioni in nazionale, a partire dal 2004, con la quale partecipa alle Olimpiadi di Atene ed arriva al secondo posto al campionato europeo 2005, oltre a conquistare diverse medaglie al World Grand Prix.
Nella stagione 2006-07 passa alla Pallavolo Sirio Perugia, dove resta per due annate: con il club umbro vince uno scudetto, una Champions League, una Coppa CEV e una Supercoppa italiana. Diventata punto fermo della nazionale ottiene nel 2007 l'oro al campionato europeo e alla Coppa del Mondo, mentre nel 2008, dopo il bronzo al World Grand Prix, le viene riscontrato, a poche settimane dall'inizio delle Olimpiadi di Pechino, un problema al cuore ed è costretta a fermarsi.
Nella stagione 2008-09 passa al Volley Bergamo vincendo due Champions League, mentre con la nazionale bissa l'oro al campionato europeo e vince la Grand Champions Cup, oltre ad un bronzo nel World Grand Prix 2010.
Nel 2010 lascia l'Italia per giocare nel campionato turco con l'Eczacıbaşı, con il quale vince la coppa di Turchia. Nel 2011, con la nazionale, vince per la seconda volta consecutiva la Coppa del Mondo.
Nella stagione 2011-12 si trasferisce in Russia, ingaggiata dallo Ženskij volejbol'nyj klub Fakel, mentre nella stagione successiva passa al Volejbol'nyj klub Zareč'e Odincovo. Nella stagione 2013-14 si trasferisce nella Ženskij volejbol'nyj klub Dinamo-Kazan', con cui vince per la quarta volta la Champions League e la Coppa del Mondo per club 2014. Nell'estate 2016, al termine dei Giochi della XXXI Olimpiade, disputati con la maglia della nazionale italiana, rivestendo anche il ruolo di capitano, annuncia il suo ritiro dall'attività agonistica.

## Palmarès

### Club
- Campionato italiano: 1

2006-07
- Campionato russo: 1

2013-14
- Coppa Italia: 1

2006-07
- Coppa di Turchia: 1

2010-11
- Coppa Italia di Serie A2: 1

2002-03
- Supercoppa italiana: 1

2007
- Campionato mondiale per club: 1

2014
- Champions League: 4

2007-08, 2008-09, 2009-10, 2013-14
- Coppa CEV: 2

2005-06, 2006-07

### Nazionale (competizioni minori)
- Campionato mondiale under 18 1997
- Campionato europeo under 19 1998
- Montreux Volley Masters 2004
- Trofeo Valle d'Aosta 2005
- Montreux Volley Masters 2006
- Trofeo Valle d'Aosta 2008

### Premi individuali
- 2007 - Supercoppa italiana: MVP
- 2010 - Champions League: Miglior ricevitrice
- 2014 - Champions League: Miglior servizio
- 2016 - CEV: Premio alla carriera